# Mohammed Marzooq
Mohammed Marzooq (Arabic:محمد مرزوق) (sinh ngày 23 tháng 1 năm 1989) là một cầu thủ bóng đá người Các Tiểu vương quốc Ả Rập Thống nhất. Hiện tại anh thi đấu ở vị trí hậu vệ cho Al Nasr.